# Mukoko Amale
Dieumerci Mukoko Amale dit « Soso » , né le 17 octobre 1999 à Kinshasa, est un footballeur international  congolais (RDC). Il joue au poste de latéral droit au DCMP Imana.

## Biographie
Il reçoit sa première sélection en équipe de République démocratique du Congo le 18 septembre 2019, en amical contre le Rwanda (défaite 2-3).
En 2020, il signe au Difaâ Hassani d'El Jadida au Maroc.
En 2023, il fait son retour au DCMP.